# 阿法骨化醇
阿法骨化醇（也称为1-羟基胆钙化醇）是一种含氮有机化合物，化学式C27H44O2，属于维生素D类似物。